# Турбал Юрій Васильович
Турбал Юрій Васильович (2 листопада 1968, Пермський край)  — професор кафедри «Комп'ютерних наук та прикладної математики» Національного університету водного господарства та природокористування, кандидат фізико-математичних наук, доктор технічних наук (2016).

## Освіта
Навчався у середній школі Мізоч,Здолбунівського району Рівненської області.
- У 1986 році закінчив школу із золотою медаллю та вступив на факультет кібернетики Київського державного університету ім. Тараса Шевченка.

- У 1987—1989 роках служив у прикордонних військах на заставі. Після демобілізації продовжив навчання в університеті.

- В 1993 році закінчив з відзнакою факультет кібернетики Київського державного університету ім. Тараса Шевченка, де навчався за спеціальністю прикладна математика (кваліфікація — математик, викладач).

- У 1993—1996 роках навчався в аспірантурі факультету кібернетики КНУ ім. Т. Шевченка за спеціальностями теоретична кібернетика та теорія ймовірностей і математична статистика.

## Наукова діяльність
У 1996 році захистив дисертацію на здобуття наукового ступеня кандидата фізико-математичних наук за спеціальністю 01.01.08 «Теорія ймовірностей та математична статистика» на тему «Оцінка параметрів процесів збереження».
Після захисту дисертації працював в рамках ряду госпдоговірних тем, зокрема на кафедрі дослідження операцій КНУ ім. Т. Шевченка над темою «Оцінка спектру ізотопів, що утворюють радіоактивний фон».
Розробив принципово новий підхід до прогнозування землетрусів, в основі якого лежить ідея про солітонні спускові механізми поштовхів. Відповідна методологія запатентована (патент на винахід № 63026 «Спосіб прогнозування афтершоків» від 26.09.2011).
У 2016 році захистив дисертацію на здобуття наукового ступеня доктора технічних наук за спеціальністю 01.05.02 Математичне моделювання та обчислювальні методи на тема «Математичне моделювання процесів поширення локалізованих солітоноподібних збурень в суцільних середовищах».
Зараз працює над розробкою глобальної online-системи прогнозування землетрусів.
Активно працює в рамках Малої академії наук протягом останніх 10 років, є керівником міського та обласного гуртків математичного моделювання.
Підготував понад 40 призерів міських, обласних та всеукраїнських етапів конкурсу-захисту МАН, зокрема, були здобуті призові місця у всеукраїнському етапі конкурсу-захисту МАН у 2010 році (III місце, секція математичного моделювання), 2011 році (I місце — секція технології програмування, II місце — секція математичного моделювання), 2012 році (III місце, секція математичного моделювання). У 2012 році робота «Фрактальні методи дослідження кліматичних змін в Антарктиді», якою керував доц. Турбал Ю. В., посіла 1 місце на виставці «Інтел-Техно Україна», що проходила в НТУУ КПІ .

## Звання і посади
Працював на посадах лаборанта, завідувача лабораторіями кафедри прикладної математики (обчислювального центру) Рівненського державного педагогічного інституту, доцента кафедри прикладної математики, в.о завідувача кафедри інформатики та прикладної математики, заступника декана факультету математики та інформатики РДПІ, завідувача кафедри вищої математики та інформаційних систем Рівненської філії Європейського університету (за сумісництвом), завідувача кафедри інформаційних систем та обчислювальних методів Міжнародного економіко-гуманітарного університету ім. акад. Степана Дем'янчука.
За час роботи на посаді завідувача кафедри інформаційних систем та обчислювальних методів викладав ряд фундаментальних та спеціальних дисциплін, зокрема: «Програмування», «Нейронні мережі та генетичні алгоритми», «Основи лексичного аналізу в теорії компіляторів», «Елементи теорії розкладів та задачі календарного планування», «Об'єктно-орієнтоване програмування», «Теорія керування», "Стохастичне моделювання ", «Теорія ймовірностей та математична статистика», «Теорія випадкових процесів» .
Член-кореспондент Академії інженерних наук України.

## Нагороди
Нагороджений численними грамотами міського голови, Рівненської облдержадміністрації та МОН України.

## Монографії і посібники
Є автором понад 60 наукових праць, навчального посібника з грифом МОН та підручника «Основи сучасного програмування», який отримав гриф МОН у 2010 році.
Крім того, опублікував ряд статей з теоретичним доведенням існування солітонів у різних середовищах, зокрема мілкій воді, гравітуючих газових дисках галактик та пружних твердих тілах.